# تأخر النطق
تأخر النطق والمعروف أيضًا باسم تعذر الكلام أو البكامة، هو مصطلح يشير إلى تأخر في تطور أو استخدام الآليات التي تنتج الكلام. يختلف النطق عن اللغة، حيث يشير النطق إلى العملية الفعلية لإصدار الأصوات، وذلك باستخدام أعضاء وتراكيب الجسم مثل: الرئتين، والأحبال الصوتية، والفم، واللسان، والأسنان، وما إلى ذلك. بينما يشير تأخر اللغة إلى التأخر في تطور أو استخدام المعرفة اللغوية.
ولأن اللغة والكلام هما مرحلتان مستقلتان، فإن كلا منهما قد يتأخر بشكل فردي. على سبيل المثال، قد يكون الطفل متأخر في الكلام (أي، غير قادر على إنتاج كلام واضح)، ولكن ليس هناك تأخر في اللغة. وفي هذه الحالة، فإن الطفل سوف يحاول إنتاج قدر من اللغة مناسب لسنه، ولكن يكون من الصعب أو المستحيل فهم هذه اللغة. على العكس من ذلك، عندما يكون الطفل متأخر في اللغة، فإنه عادة لا يكون له فرصة لإنتاج أصوات الكلام، فغالبا يكون هناك تأخير في الكلام أيضا.

## أعراض وعلامات
يتم تصنيف العلامات المقلقة لتأخر النطق في وقت مبكر طبقا للمراحل العمرية، ابتداء من سن 12 شهر، واستمرارا حتى مرحلة المراهقة المبكرة.
في سن 12 شهر، يكون هناك سبب للقلق، إذا كان الطفل غير قادر على القيام بما يلي:
- استخدام الإيماءات مثل: التلويح بيده للوداع، والإشارة إلى الأشياء.
- استخدام عدة أصوات متناغمة مختلفة.[2][3]
- علو الصوت، أو التواصل لطلب الاحتياجات.[2][3]

الأطفال الذين تتراوح أعمارهم بين 15 و 18 شهرا هم أكثر عرضة لتأخير النطق، إذا كان يظهر عليهم ما يلي:
- لا يقول «ماما» و«بابا».
- لا يستجيب عندما إخباره «لا»، و«مرحبا»، و«وداعا».[2][3]
- لا ينطق من 1-3 كلمات عندما يصل إلى سن 12 شهر، ويجب أن يصل عدد المفردات التي ينطقها عند الوصول لسن 18 شهر إلى 15 كلمة.
- غير قادر على التعرف على أجزاء الجسم.[2][3]
- يجد صعوبة في تقليد الأصوات والأفعال.[2]
- يُظهر تفضيل للإيماءات عن التعبير اللفظي.[2]

بالإضافة إلى علامات أخرى من تأخير الكلام بعد سن سنتين وحتى سن 4 سنوات تشمل:
- عدم القدرة على إنتاج الكلمات والعبارات بعفوية.[2][3]
- عدم القدرة على اتباع التعليمات البسيطة والأوامر.[2][3]
- لا يستطيع الوصل بين كلمتين.[2][3]
- يفتقر إلى الأصوات المتناغمة في بداية أو نهاية الكلمات.[2][3]
- من الصعب فهمه من قبل أفراد الأسرة المقربين.[2][3]
- لا يستطيع القيام بالمهام باستخدام الأدوات المنزلية الشائعة.[2][3]
- غير قادر على تشكيل جمل بسيطة مكونة من 2-3كلمات.

## تأثيرات
تشير الدراسات إلى أن الأطفال المصابين بتأخر الكلام هم أكثر عرضة للمعاناة من مشاكل سلوكية، واجتماعية، وعاطفية في مرحلتي الطفولة والبلوغ على حد سواء. انخفاض اللغة الاستقبالية، والقراءة، وتعلم مهارات هي الآثار الجانبية الشائعة للأطفال الذين يعانون من تأخر الكلام، مع عدم تلقي التدخل المناسب. وتشير دراسات مماثلة إلى أن الأطفال الذين يعانون من تأخر الكلام يجدون صعوبة في التواصل والترابط مع أقرانهم، مما يمكن أن يكون له آثار سلبية على صحتهم النفسية في وقت لاحق في الحياة.

## أسباب
في بعض الأحيان، يكون سبب تأخير الكلام هو خلل في تركيب الفم مثل: تشوه اللجام، أو الشفاه، أو الحنك. فإذا كان هناك خلل في الحركة أو القدرة على تكوين الكلمات والأصوات المناسبة، فقد يكون الطفل بطيئا في التقاط الكلمات، ولا يكون لديه القدرة على تشكيل الفم واللسان لتكوين الكلمات. وهناك أسباب أخرى أكثر خطورة إذا كان الأمر متعلق بوظيفة الفم الحركية. حيث يشير الخلل في حركة الفم إلى عجز أو تأخير في منطقة المخ المسئولة عن تكوين الكلام، واتصاله مع الفم واللسان. قد يكون الكلام هو مصدر القلق الوحيد، ولكن يمكن أن يسلط هذا الاضطراب الضوء على قضايا تخص التغذية أيضا.
الأطفال الذين يعانون من اضطرابات تسبب تأخر النطق يمكن أن يكون لديهم الصفات التالية (شريبرج 1982):
- آلية الخطاب وما يرتبط بها من خلل في السمع وحركة الفم، والقحف الوجهي.
- الجوانب المعرفية اللغوية التي يرتبط فيها ضعف الكلام بقدرة الطفل الفكرية، والتعبيرية واللغوية.
- القضايا النفسية والاجتماعية التي يرتبط فيها الخلل بالرعاية، والبيئة المدرسية، والسلوكيات الخاصة بالطفل مثل العدوانية، والنضج.[1]

كما أن هناك أسباب أخرى كثيرة لتأخر النطق تشمل: الطفل ثنائي اللغة مع الاضطرابات الصوتية، واضطرابات طيف التوحد، اللاأدائية أثناء الطفولة، واضطراب المعالجة السمعية، وعدم النضج، وضعف الإدراك، وفقدان السمع. واكتشف برومفيلد ودود (2004A) بعد دراسة قام بها أن 6.4% من الأطفال الطبيعين تماما ولديهم صعوبة في الكلام مع عدم وجود أي اضطرابات أخرى غالبا ما تظهر عليهم العلامات مبكرة ويكونوا عرضة لهذه الاضطرابات إذا تم تشخيص تأخر الكلام لديهم.

## معالجة وعلاجات

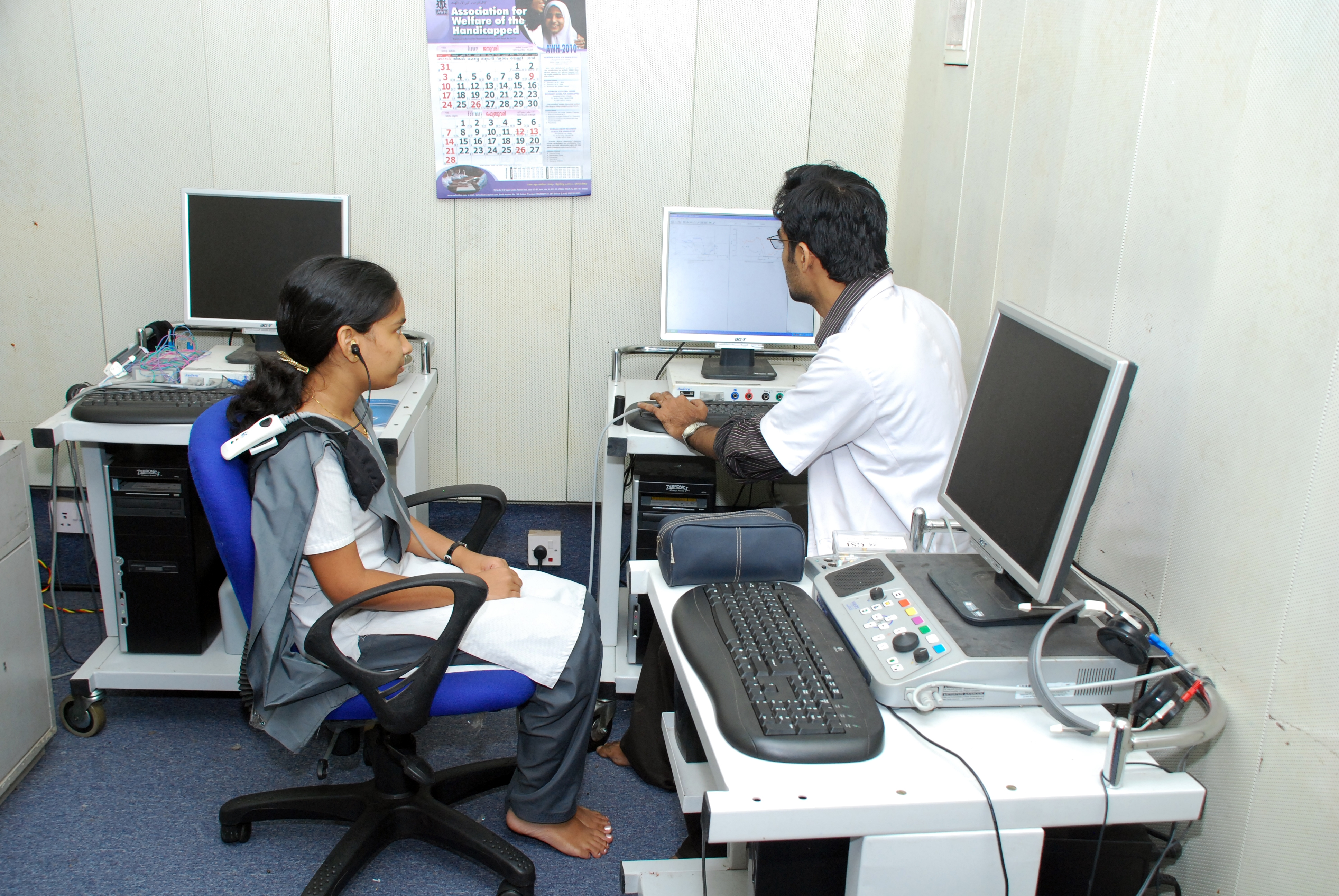
تقييم السمع

بعد التشخيص المبدأي لتأخر النطق، يتم إجراء فحص للسمع للتأكد من أن فقدان السمع، أو الصمم ليس هو السبب الكامن وراء هذا التأخر. إذا أكمل الطفل اختبار السمع بنجاح، سيتم تحديد العلاج أو العلاجات التي سوف تُستخدم. هناك العديد من العلاجات المتوفرة للأطفال الذين تم تشخيصهم بتأخر النطق، وتختلف طريقة العلاج لكل طفل لتتناسب مع درجة، وشدة، وسبب التأخر. وبالرغم من أن علاج النطق هو الشكل الأكثر شيوعا للتدخل، إلا أن العديد من الأطفال قد يستفيدون من مساعدات إضافية عن طريق العلاجات المهنية والبدنية أيضا.
يمكن أن تستخدم العلاجات البدنية والمهنية مع الطفل الذي يعاني من تأخر الكلام بسبب تشوهات بدنية، والأطفال الذين تم تشخيصهم أيضا بتأخر في النمو مثل: التوحد، أو تأخر معالجة اللغة. كما يمكن تعليم الأطفال فاقدي السمع لغة إشارة بسيطة لبناء وتحسين المفردات، بالإضافة إلى علاج النطق. يعتبر والدي الطفل المتأخر في الكلام أول وأهم أداة في المساعدة على التغلب على تأخر الكلام. حيث يمكن للوالدين أو مقدمي الرعاية للطفل توفير الأنشطة التالية في المنزل، بالإضافة إلى التقنيات التي يقترحها طبيب التخاطب للتأثير بشكل إيجابي على نمو الكلام والمفردات:
- القراءة للطفل بانتظام.[2][3][4]
- استخدام الأسئلة، ولغة بسيطة واضحة.[5][6]
- التعزيز الإيجابي، بالإضافة إلى الصبر.[2][3][4]

وبالنسبة للأطفال الذي يعانون من اضطراب بدني هو الذي يسبب صعوبة تشكيل ولفظ الكلمات، فيمكن للآباء ومقدمي الرعاية استخدام وإدخال مواد غذائية مختلفة لتدريب وبناء عضلات الفك، مع تشجيع حركات جديدة للفك أثناء المضغ. هناك تقنية أخرى لمكافحة وعلاج تأخر الكلام، ولكنها غير مدروسة بدرجة كافية، وذلك باستخدام الموسيقى لتشجيع وتسهيل الكلام، وتطور اللغة. من المهم أن نفهم أن العلاج بالموسيقى ما زال في مهده، ولا يوجد بعد دراسة وافية على الأطفال الذين يعانون من تأخر الكلام.

## مهارات التواصل
يمتلك الولدان، والمعلمون، وأطباء التخاطب واللغة فرصة كبيرة لجمع البيانات التي سوف تحدد في أي مجال يحتاج الطفل إلى تقييم، لفهم مهارات تواصل الطفل بشكل أفضل. ويبدأ كل شيء مع الأطفال وأولياء أمورهم في البيت. وهناك العديد من العوامل التي تساهم في تشجيع الطفل على الكلام مثل:
- الانتظار حتى ينتهي الطفل من حديثه.
- الامتناع عن التصحيح المفرط، والنبرة غير المتجانسة في التصحيح (لئلا يمتنع الطفل عن الكلام رغبة منه في تجنب تصحيح الأخطاء).
- تقديم الثناء عند الضرورة.
- كن نموذجا للتحدث اللائق.
- تعريف الطفل على الأدب.
- الحد من مشاهدة التلفزيون، خاصة خلال وقت التواصل بين الوالدين والطفل.
- توجيه الأسئلة له.
- تكرار الكلمات.
- تقديم التفسيرات، واستخلاص النتائج.